# I liga polska w koszykówce mężczyzn (2015/2016)
I liga polska w koszykówce mężczyzn 2015/2016 – rozgrywki drugiej w hierarchii – po Polskiej Lidze Koszykówki (PLK) – klasy męskich ligowych rozgrywek koszykarskich w Polsce.
Zmagania toczą się systemem kołowym, z fazą play-off oraz fazą play-out na zakończenie sezonu, a bierze w nich udział 16 drużyn. Ich triumfator uzyskuje prawo gry w PLK, zaś najsłabsze drużyny relegowane są do II ligi.
Zwycięzcą rozgrywek została drużyna KKK MOSiR Krosno, która pokonała w finale play-off Legię Warszawa 3:2.

## Zespoły

### Prawo gry
Spośród zespołów występujących w I lidze w sezonie 2014/2015 do PLK awansował zwycięzca rozgrywek BM SLAM Stal Ostrów Wielkopolski.
Zespoły, które występowały w I lidze w sezonie 2014/2015 i zachowały prawo do gry w tych rozgrywkach w sezonie 2015/2016 to:
- Rosa Radom,
- Astoria Bydgoszcz,
- GKS Tychy,
- GTK Gliwice,
- KKK MOSiR Krosno,
- Pogoń Prudnik,
- Spójnia Stargard,
- Legia Warszawa,
- Znicz Pruszków,
- Sokół Łańcut,
- SKK Siedlce

## System rozgrywek
Rozgrywki I ligi rozpoczęły się 29 września, kiedy to został rozegrany pierwszy mecz pierwszej kolejki.
Sezon 2018/2019 będzie składał się z dwóch etapów: sezonu zasadniczego oraz fazy play-off lub play-out.
W sezonie zasadniczym wszystkie zespoły będą rywalizowały ze sobą w systemie „każdy z każdym”, w którym każdy z klubów rozegra z każdym z pozostałych po 2 mecze ligowe. Po zakończeniu tej części rozgrywek 8 najwyżej sklasyfikowanych klubów przystąpi do fazy play-off. W ćwierćfinałach zmierzą się ze sobą drużyny, które w sezonie zasadniczym zajęły miejsca 1. i 8. (1. para), 2. i 7. (2. para), 3. i 6. (3. para) oraz 4. i 5. (4. para). Awans do półfinałów wywalczy w każdej z par zwycięzca 3 meczów, z kolei przegrani odpadną z dalszej rywalizacji i zostaną sklasyfikowani na miejscach 5–8 na podstawie miejsca zajętego w sezonie zasadniczym. W półfinałach rywalizować ze sobą będą zwycięzcy 1. i 4. pary ćwierćfinałowej oraz pary 2. i 3. Podobnie jak w ćwierćfinałach, również w półfinałach zwycięży klub, który wygra 3 spotkania. Drużyny, które tego dokonały zmierzą się ze sobą w finale, który toczył się będzie do wygrania przez któregoś z jego uczestników 3 meczów, a przegrani par półfinałowych zagrają ze sobą w meczu o trzecie miejsce, który rozegrany będzie do 2 zwycięstw.
Zespoły które zajmą miejsca 9-10 zakończą rozgrywki po sezonie zasadniczym.

## Tabela
awans do play-off,
     udział w play-out,
| Lp. | Drużyna                           | M  | Mecze | Mecze | Punkty | Punkty | Punkty | Punkty   | Pkt |
| Lp. | Drużyna                           | M  | W     | P     | +      | -      | +/−    | Stosunek | Pkt |
| --- | --------------------------------- | -- | ----- | ----- | ------ | ------ | ------ | -------- | --- |
| 1.  | Miasto Szkła Krosno               | 30 | 29    | 1     | 2633   | 1913   | +720   | 1.3764   | 59  |
| 2.  | Rawlplug Sokół Łańcut             | 30 | 25    | 5     | 2273   | 1858   | +415   | 1.2234   | 55  |
| 3.  | Legia Warszawa                    | 30 | 21    | 9     | 2433   | 2152   | +281   | 1.1306   | 51  |
| 4.  | Elektrobud-Investment ZB Pruszków | 30 | 19    | 11    | 2183   | 2118   | +65    | 1.0307   | 49  |
| 5.  | GKS Tychy                         | 30 | 17    | 13    | 2329   | 2169   | +160   | 1.0738   | 47  |
| 6.  | Enea Astoria Bydgoszcz            | 30 | 16    | 14    | 2263   | 2302   | -39    | 0.9831   | 46  |
| 7.  | meritumkredyt Pogoń Prudnik       | 30 | 16    | 14    | 2128   | 2083   | +45    | 1.0216   | 46  |
| 8.  | Zetkama Doral Nysa Kłodzko        | 30 | 14    | 16    | 1959   | 2204   | -245   | 0.8888   | 44  |
| 9.  | KS Spójnia Stargard               | 30 | 12    | 18    | 2151   | 2319   | -168   | 0.9276   | 42  |
| 10. | SKK Siedlce                       | 30 | 12    | 18    | 2220   | 2317   | -97    | 0.9581   | 42  |
| 11. | ACK UTH Rosa Radom                | 30 | 12    | 18    | 2126   | 2242   | -116   | 0.9483   | 42  |
| 12. | Biofarm Basket Poznań             | 30 | 10    | 20    | 1904   | 2072   | -168   | 0.9189   | 40  |
| 13. | KSK Noteć Inowrocław              | 30 | 10    | 20    | 2085   | 2282   | -197   | 0.9137   | 40  |
| 14. | AZS AWF Mickiewicz Romus Katowice | 30 | 9     | 21    | 2095   | 2370   | -275   | 0.8840   | 39  |
| 15. | Exact Systems Śląsk Wrocław       | 30 | 9     | 21    | 1978   | 2166   | -188   | 0.9132   | 39  |
| 16. | GTK Gliwice                       | 30 | 9     | 21    | 2011   | 2204   | -193   | 0.9124   | 39  |